# عبد الله بن عمر بن دهيش
عبد الله بن عمر بن عبد الله ابن دهيش (19 مارس 1903 - 19 يناير 1986) (20 ذو الحجة 1320 - 9 جمادى الأولى 1406) فقيه حنبلي وقاضي سعودي. ولد في الهفوف بالأحساء ونشأ بها. حفظ القرآن ودرس على علماءها وسافر إلى الهند وقطر واتصل بعلماء عصره. انتقل إلى الرياض وقرأ على عدة شيوخ. عيّن قاضيا في الأحساء من 1933 حتى 1942 ثم معاونًا لرئيس هيئة التمييز في مكة ثم نقل إلى قضاء الرياض وبعده إلى الخبُر، ثم أعيد إلى مكة ليعمل في رئاسة المحكمة الكبرى. وأحيل إلى تقاعد في 1964. لقّبه بعض العلماء بقاضي العواصم، حيث إنه كان قاضياً في الرياض وهي عاصمة المملكة، وقاضياً في مكة وهي العاصمة الدينية، وقاضياً في حائل وهي عاصمة منطقة حائل، وقاضياً في الهفوف وهي عاصمة الأحساء. ابنه هو القاضي عبد الملك بن دهيش. توفي في مكة ودفن بها. له عدة مؤلفات وتصحيحات ومقالات في الفقه والقضاء.

## نسبه وأسرته
هو عبد الله بن عمر بن عبد الله بن دخيل الله بن دهيش بن علي بن سليمان بن دهيش.

## سنواته الأولى
ولد عبد الله بن عمر في الأحساء يوم 20 ذو الحجة 1320/ 19 مارس 1903 حيث رحل إليها والده من مدينة مرات بنجد في أواخر القرن الثالث عشر الهجري. تولى والده تعليمه ونشأته، الذي كان ميسور الحال ومن تجار الخيل، وكان ينقلها من الأحساء ويبيعها في الهند. حفظ عبد الله بن عمر القرآن وتعلم الخط ودرس على علماء الأحساء أولًا منهم عيسى بن عكاس وقرأ عليه عدداً من الكتب والرسائل الصغيرة. ثم سافر إلى الهند في شوال 1338/ يوليو 1920 واتصل بعلماء الحديث فيها واخذ عنهم، ومكث بها عاماً واحداًً، ثم ذهب إلى دولة القطر لإكمال دراسته. رجع إلى الأحساء ومنها ذهب إلى الرياض وقرأ على حمد بن فارس وسليمان بن سحمان وعبد العزيز بن عبد الرحمن بن بشر.

## مهنته
عيّن قاضيا سنة 1352 هـ/ 1933 م حتى 1361 هـ/ 1942 م بالأحساء. ثم عين قاضياً في حائل من 1359 هـ/ 1940 حتى 1360هـ/ 1941 م، حتى صدر قرار ملكي بتعيينه نائباً لرئيس هيئة التمييز في مكة، فانتقل إلى مكة وعمل هناك في هيئة التمييز معاونًا لرئيسها محمد بن عبد العزيز المانع. تولى التدريس في المسجد الحرام وعمل مدّة مساعداً لرئيس هيئة الأمر بالمعروف والنهي عن المنكر وعيّن عضواً في مجلس المعارف.

ثم سكن الرياض في 1363هـ/ 1944 م حيث عُين رئيساً لمحاكمها، وفي عام 1365 هـ/ 1946 م عُين رئيساً لمحكمة الخبر بالشرقية، وفي 1371 هـ/ 1952 م عُين رئيساً لمحاكم مكة مع تدقيق قرارات المحكمة المستعجلة، واستمر على هذا العمل القضائي رئيساً لمحاكم مكة حتى 27 ربيع الآخر 1383/ 16 سبتمبر 1963، ثم نُقل عضواً برئاسة القضاء حتى طلب التقاعد فأجيب طلبه في 15 صفر 1384/ 25 يونيو 1964. فتفرغ للتأليف للمذهب الحنبلي.

وإلى جانب القضاء، اشتغل بالتدريس ودرّس كثيرا من التلاميذ في الأحساء وحائل ومكة، في الفقه والحديث والتفسير والتوحيد والفرائض، وكان يقوم بالإمامة والخطابة في جوامع هذه المدن التي قضى فيها. من أشهر تلاميذه هو محمد بن إبراهيم بن جبير. 

شارك في الصحف بكتابة المقالة العلمية في الفقه والتاريخ الأحساء وغيره.

## وفاته
أصيب بنوبة قلبية حادة توفي على اثرها، في 9 جمادى الأولى 1406/ 19 يناير 1986 في مكة وعمره 86 عاماً، وصلي عليه في المسجد الحرام. وقد رثاه العلماء والشعراء.

## حياته الشخصية
توفي والده في 12 ربيع الأول 1345 في الأحساء. له سبعة أبناء وست بنات. منهم: عبد الملك وعمر وعبد اللطيف وخالد وعبد الرحمن وعبد العزيز.

## مؤلفاته
له أبحاث ودراسات وفتاوى عديدة الفقهية نشرت في الصحف اليومية المحلية. وله عدد من المؤلفات وتحقيقات وتصحيحات، مخطوطة ومطبوعة. وقد قام ابنه عبد الملك بنشر مؤلفاته كلها، سواء المخطوطة التي لم تنشر من قبل، أو إعادة نشر ما طبع. بعض مؤلفاته:
- المناقلة بالأوقاف وما وقع في ذلك من النزاع أو الخلاف لابن قاضي الجبل، تحقيق، 1386
- سير الحادث إلى علم الطلاق الثلاث، لابن الهادي، 1398
- تحرير مسائل الخلاف على أبواب الكشاف، مع تخريخ أحاديث الكشاف
- مغني ذوي الأفهام عن الكتب الكثيرة في الأحكام، لابن عبد الهادي، تصحيح وتعليق، 1388
- كتاب القضاء يحتوي على أكثر من مائة مسألة في الشروط التي يجب توفرها في القاضي وشروط الحكم
- الأضواء والشعاع على كتاب الإقناع
- التعليق الحاوي على إقناع الحجاوي
- الفقه القيم من كتب ابن القيم